# Idrolisi dell'urea
L'idrolisi dell'urea è il processo di trasformazione dell'urea in ammoniaca e vapore acqueo che avviene quando una corrente di urea è iniettata in una corrente di gas caldi.
La turbolenza dei fumi ed il calore della corrente permettono l'evaporazione della parte acquosa agevolando l'estrazione dell'ammoniaca prodotta dalla reazione.

## Descrizione
L'urea (NH2CONH2) si idrolizza parzialmente in una reazione intermedia (debolmente esotermica), che genera carbammato d'ammonio (NH2CO2NH4):
NH2CONH2 + H2O -> NH2CO2NH4 -27,63 kJ/mol
Successivamente, il carbammato di ammonio si decompone, producendo ammoniaca e anidride carbonica:
NH2CO2NH4 ->2NH3 + CO2 +161,21 kJ/mol
Il processo fornisce il rilascio controllato dell'ammoniaca in base alla reazione complessiva:
NH2CONH2 + H2O -> 2NH3 + CO2 + 133,58 kJ/mol
La reazione complessiva è endotermica (è generalmente eseguita a temperature comprese tra 140 °C - 160 °C) e per procedere necessita dell'apporto di calore, fornito mediante l'immissione di vapore nel reattore di idrolisi.
Il prodotto finale dell'idrolisi dell'urea è una miscela gassosa composta da ammoniaca, anidride carbonica e vapor d'acqua. Essendo il peso molecolare dell'ammoniaca pari a 17,03 kg/kmol, l'entalpia di reazione per svolgere l'idrolisi di 1 kg di NH3 gassosa è pari a 133580/(2×17,03) = 3911 kJ/kg di NH3.